# لاکهید ایکس‌بی-۳۰
لاکهید ایکس‌بی-۳۰ (به انگلیسی: Lockheed XB-30) یک هواگرد ساختِ کارخانهٔ لاکهید کورپوریشن در کشور ایالات متحده آمریکا است . نخستین استفاده‌کنندهٔ این هواگرد نیروی هوایی ارتش ایالات متحده آمریکا بوده‌است.